# Mesquita aljama d'Esfahan
La mesquita aljama d'Esfahan (persa: مسجد جامع اصفهان, Masjid-i-Jameh Isfahan) és la mesquita aljama de la ciutat d'Esfahan, a la província homònima de l'Iran. La mesquita és el resultat de contínues construccions, reconstruccions, addicions i renovacions des de vora l'any 771 fins a la fi del segle xx. El Gran Basar d'Esfahan es troba cap a l'ala sud-est de la mesquita. Està inscrita en la llista del Patrimoni de la Humanitat de la UNESCO des del 2012.
És una de les mesquites més antigues encara en peu a l'Iran, i va ser construïda en l'estil arquitectònic de quatre iwans, és a dir, disposant quatre pòrtics enfrontats dos a dos al voltant d'un pati. Un iwan és un pòrtic monumental voltat. L'iwan de l'alquibla, a la banda sud de la mesquita, va ser voltat amb muqarnas durant el segle xiii. Les muqarnas o mocàrabs són petits nínxols similars a cel·les.
Els orígens d'aquesta mesquita es troben al segle viii, però es va cremar i va ser reconstruïda de nou al segle xi durant la dinastia seljúcida i ha estat remodelada moltes vegades. Com a resultat, té parts construïdes en diferents estils arquitectònics, de manera que ara la mesquita conté la història condensada de l'arquitectura de l'Iran.

## Galeria d'imatges

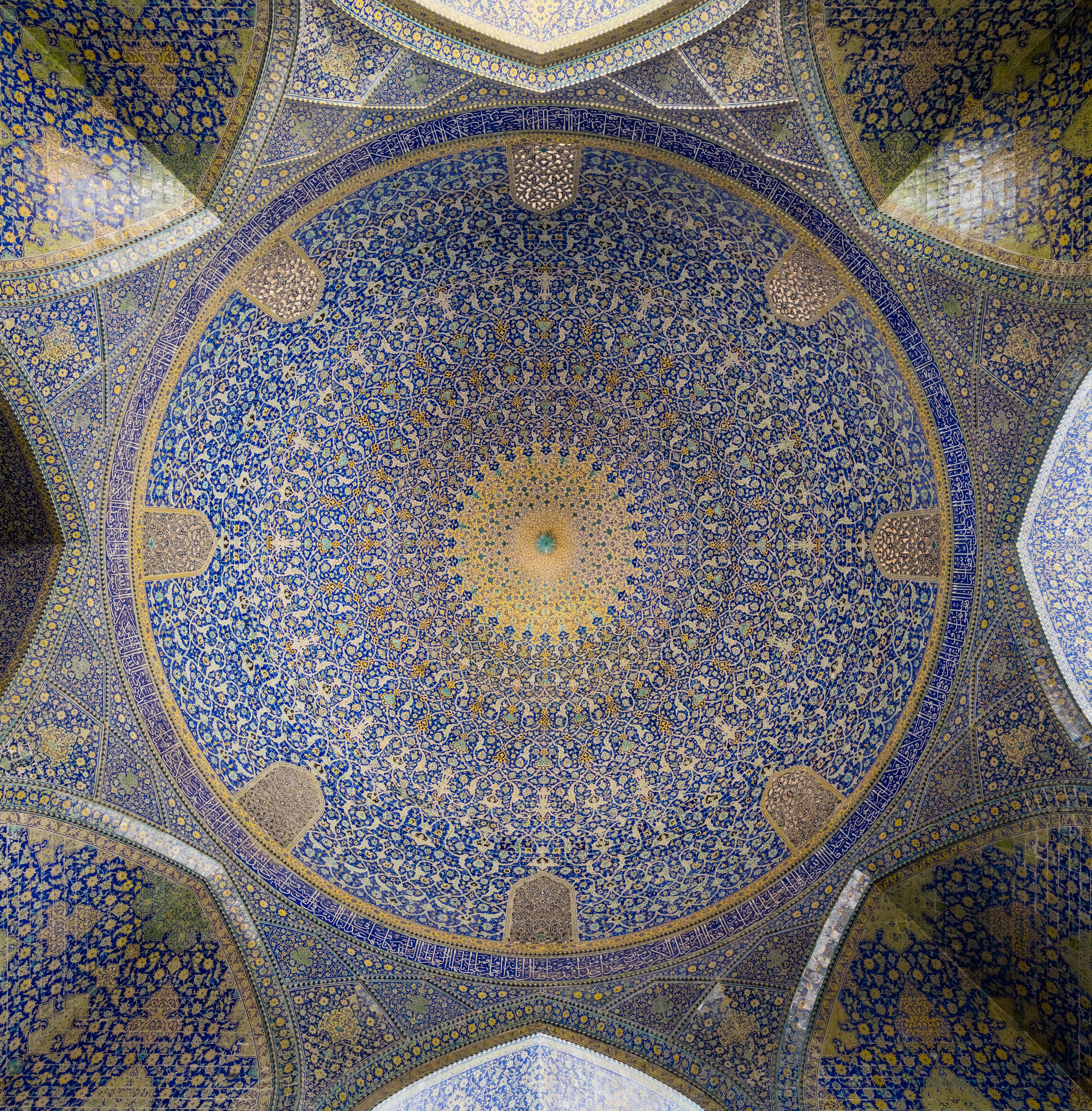
Vista de la mesquita d'Esfahan
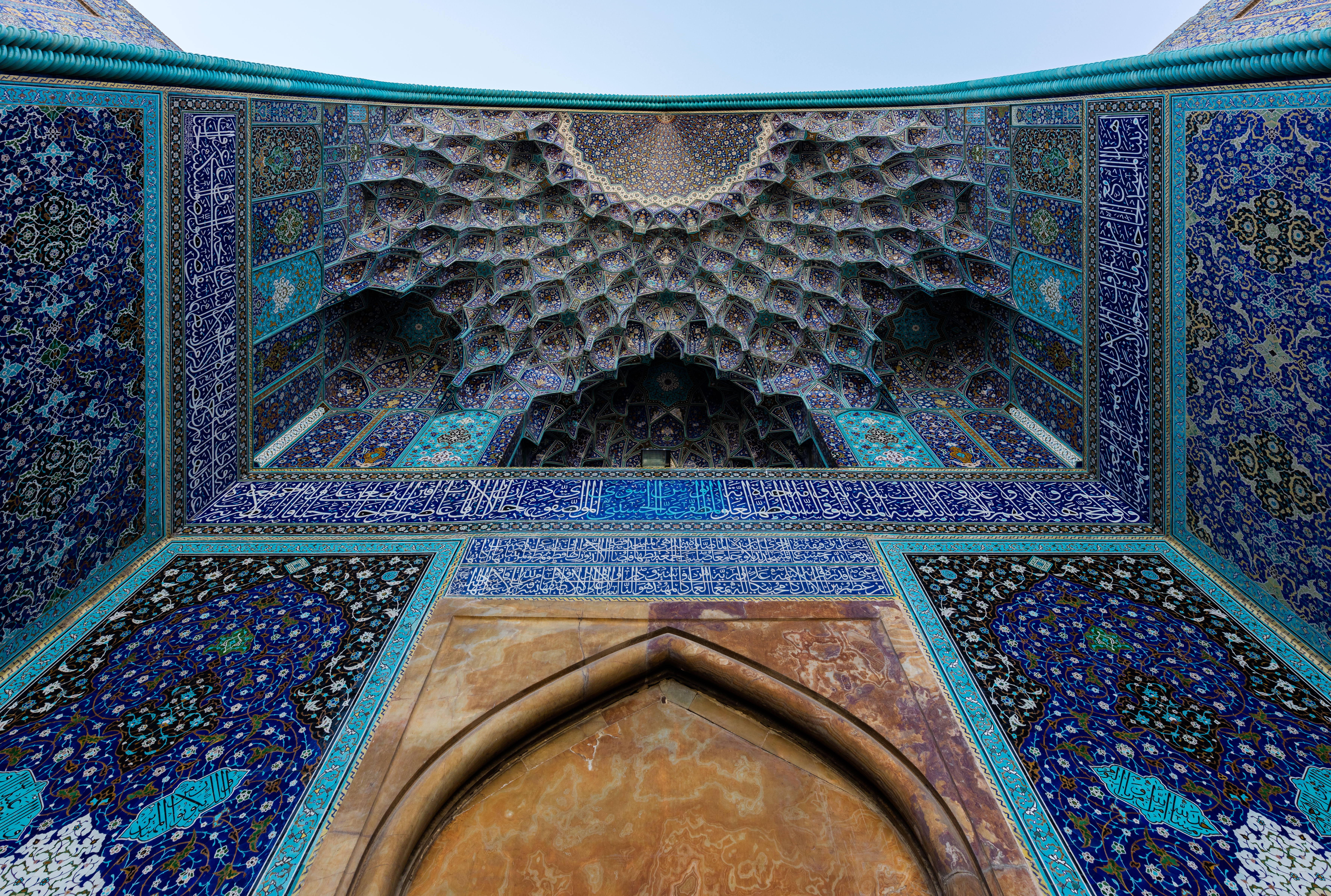
Detall de l'avantcambra
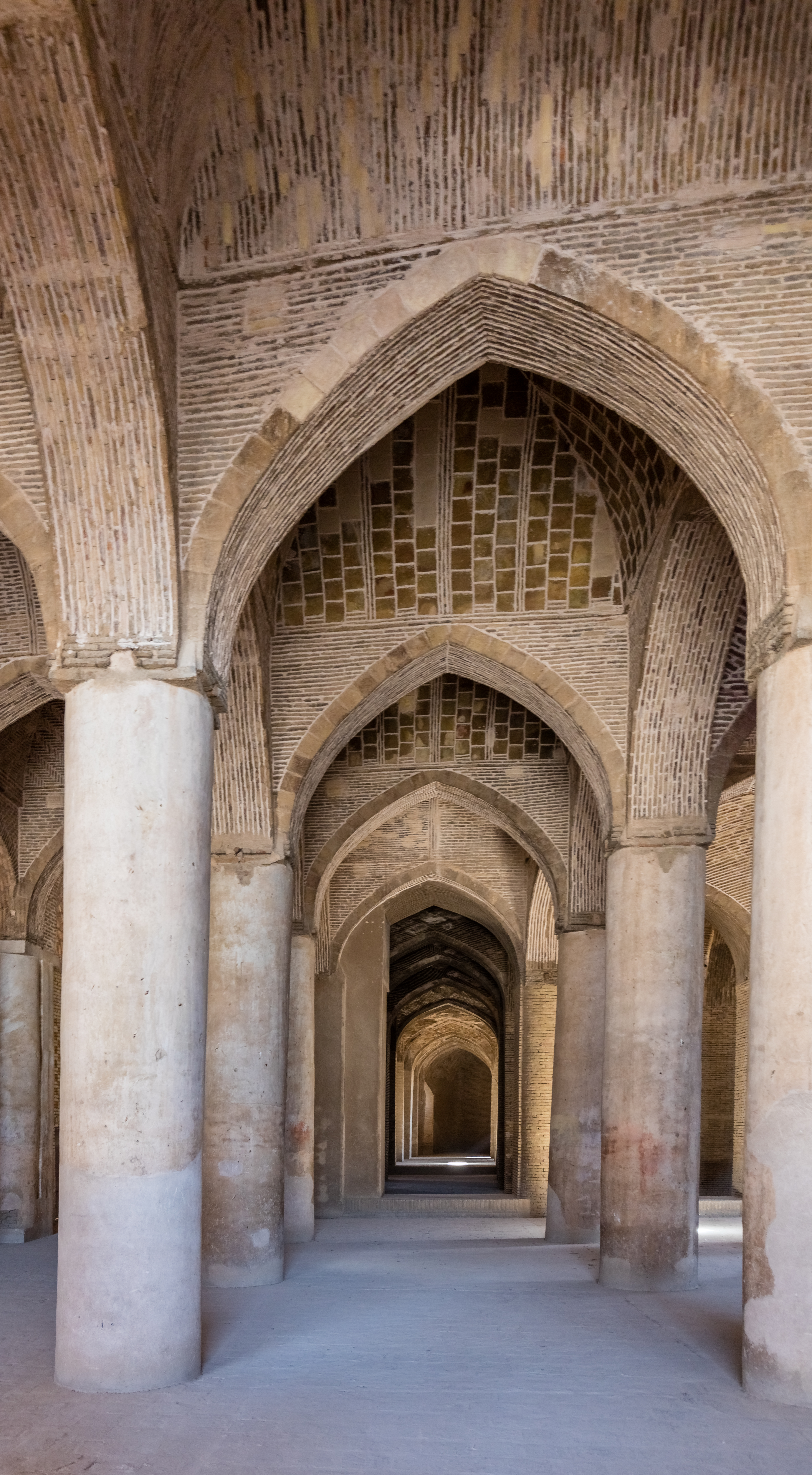
Columnes i voltes de la zona
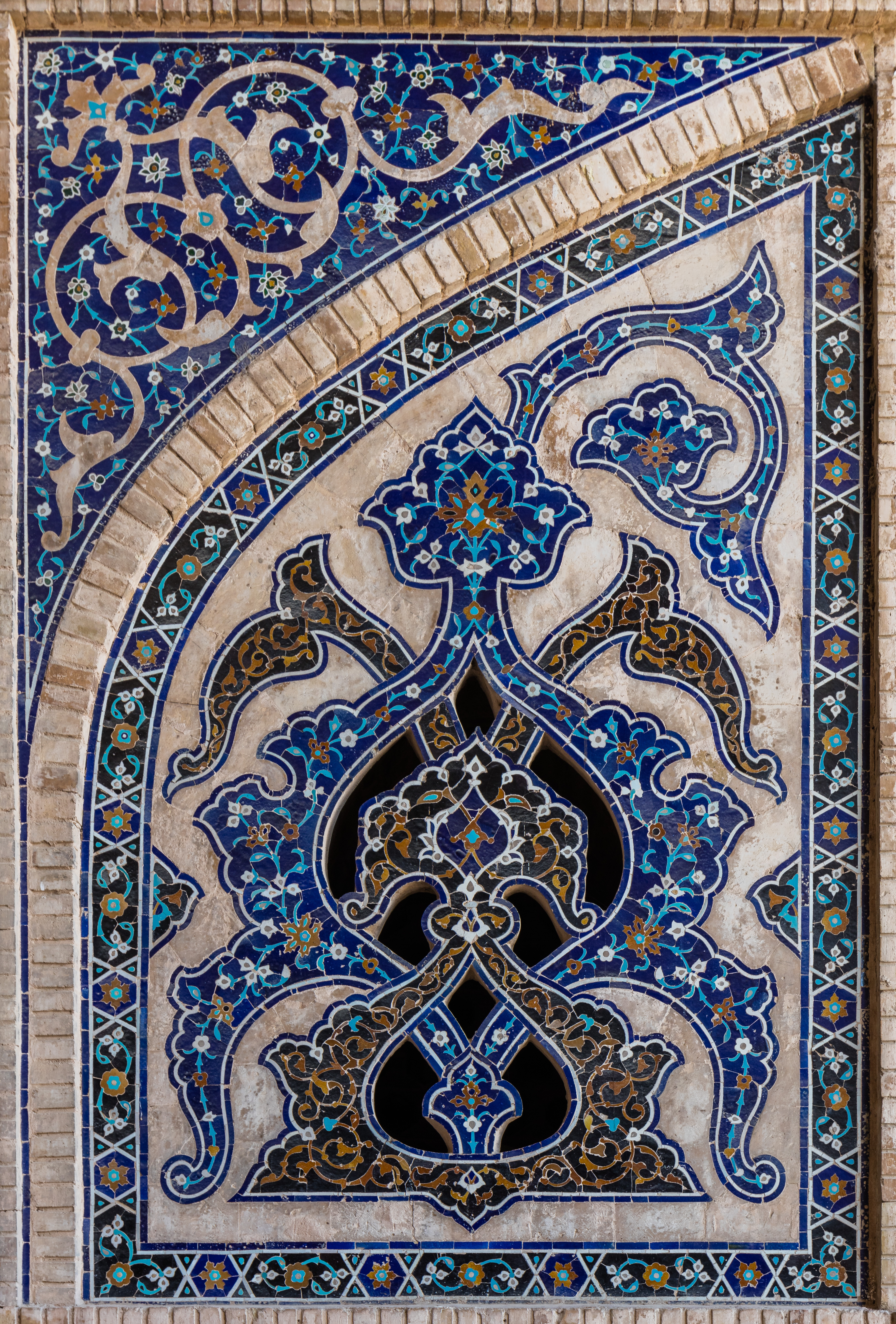
Cal·ligrafia
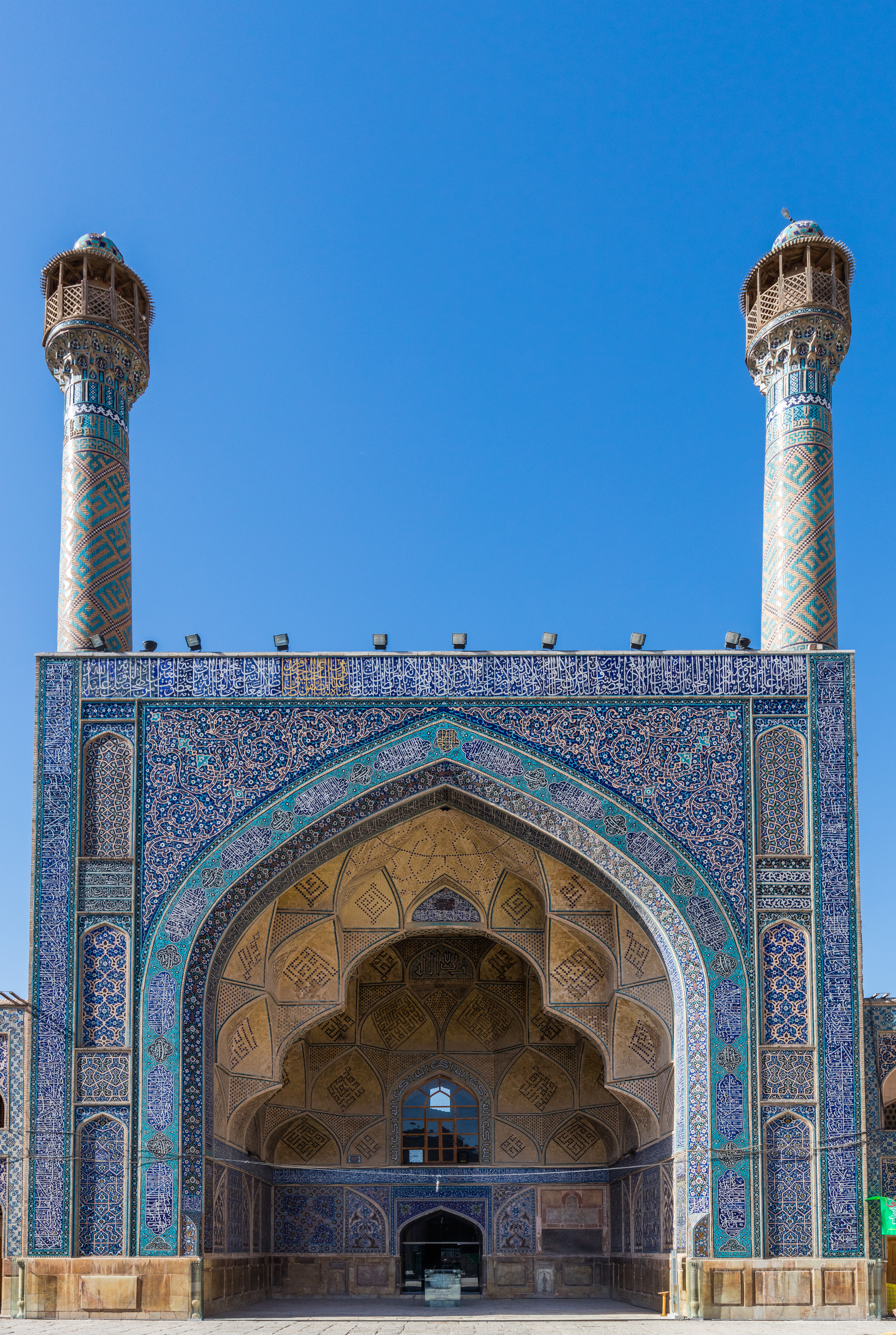
Primer pla de l'avantcambra
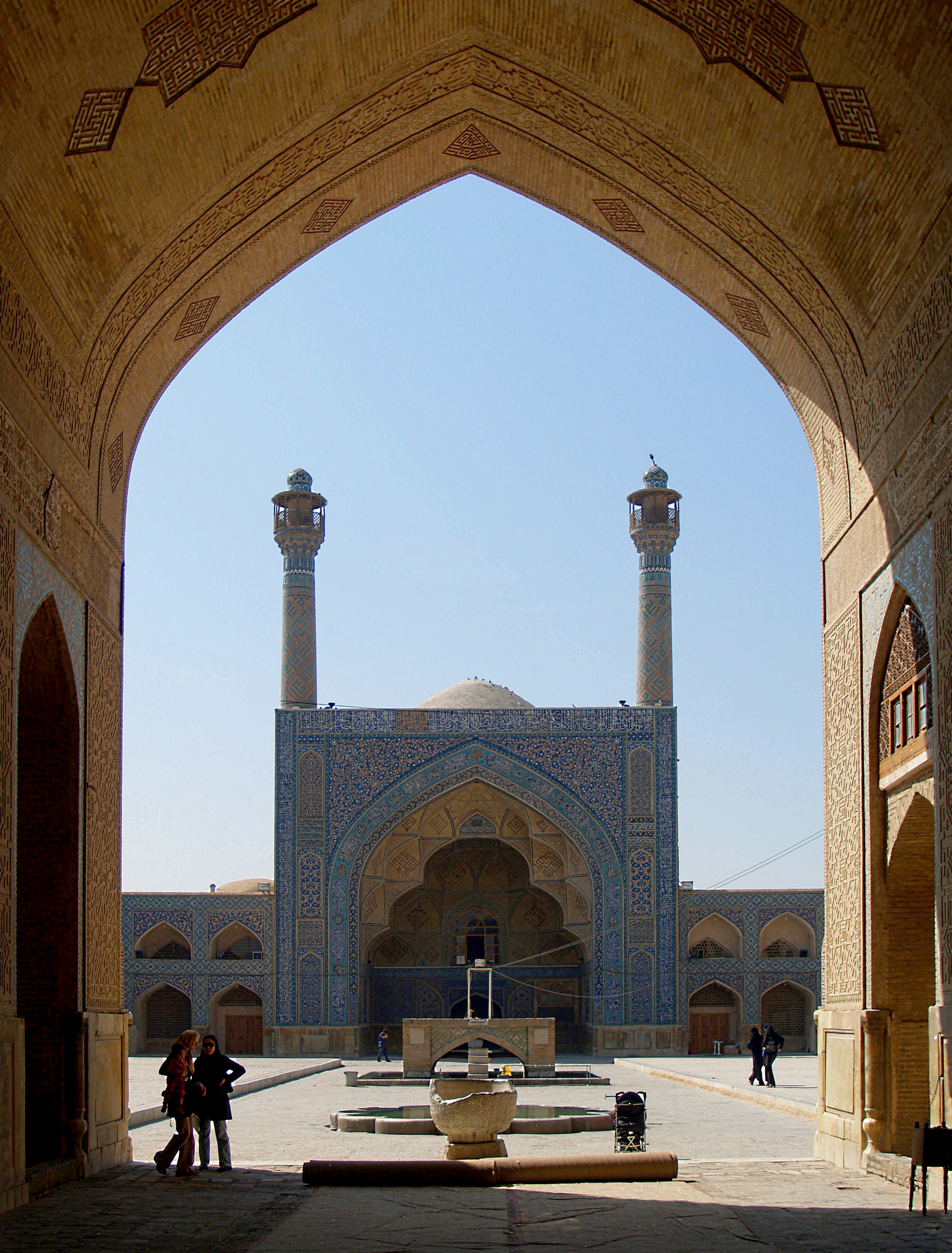
La part sud de l'avantcambra
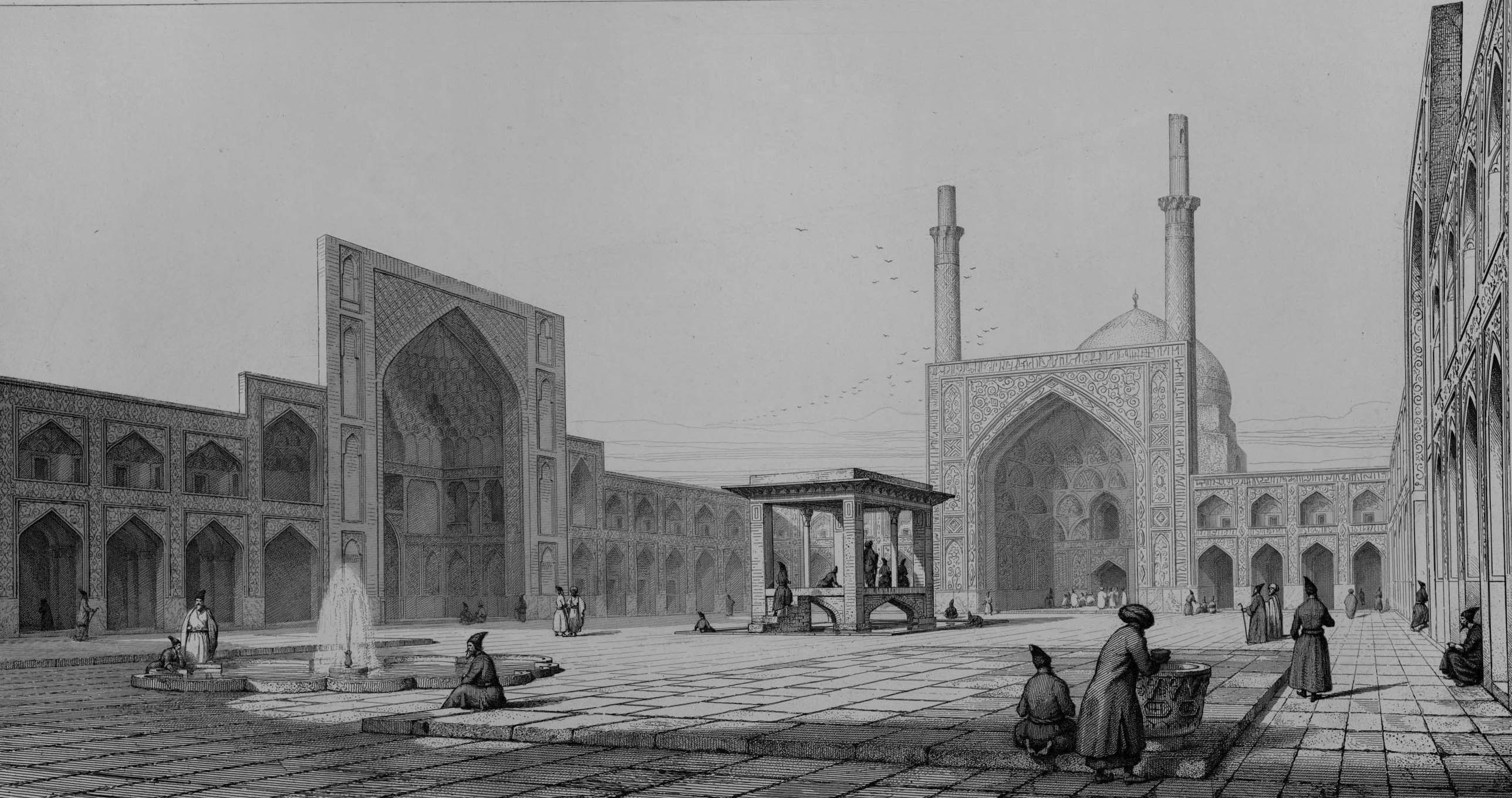
Imatge del 1840
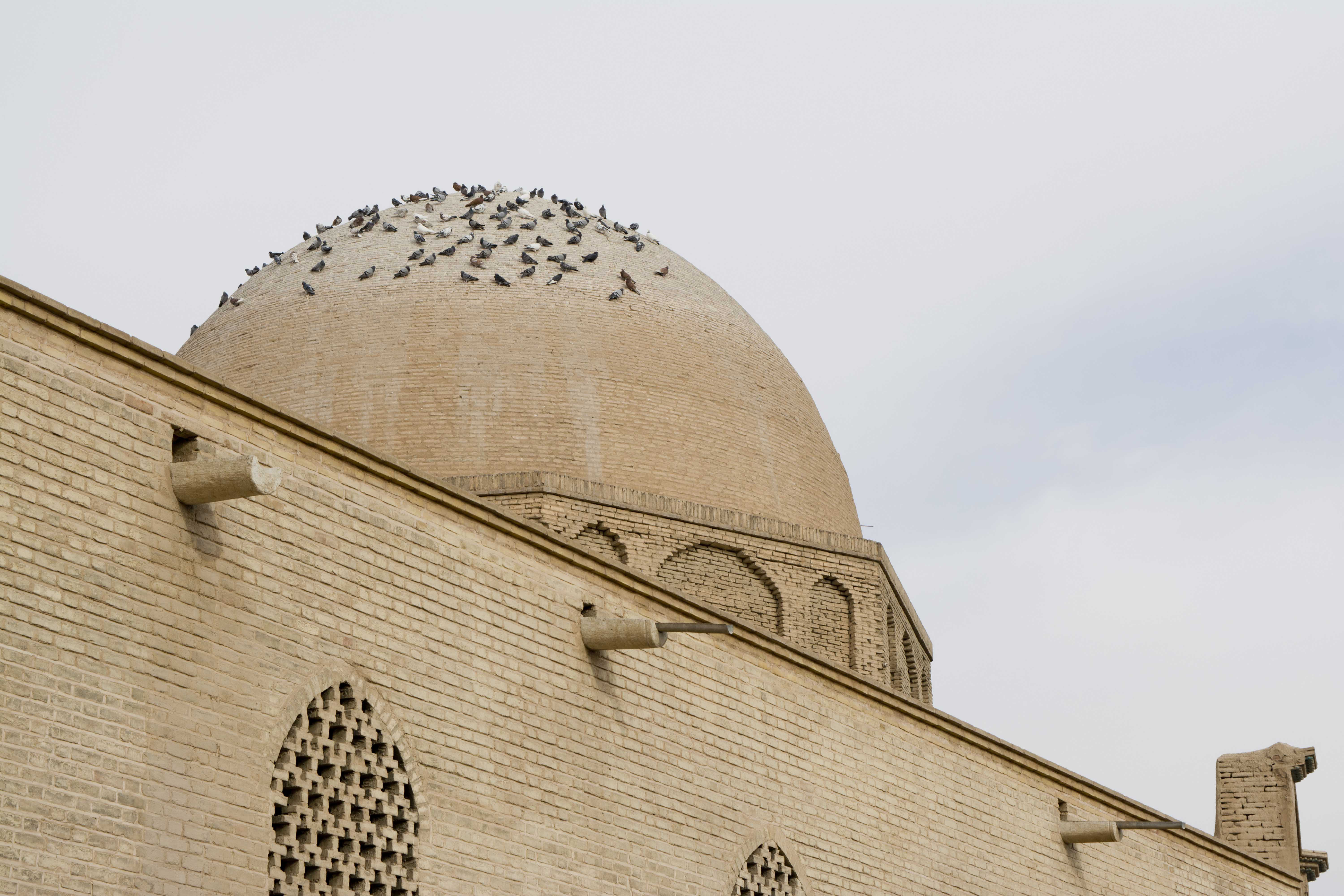
Cúpula del nord (exterior)
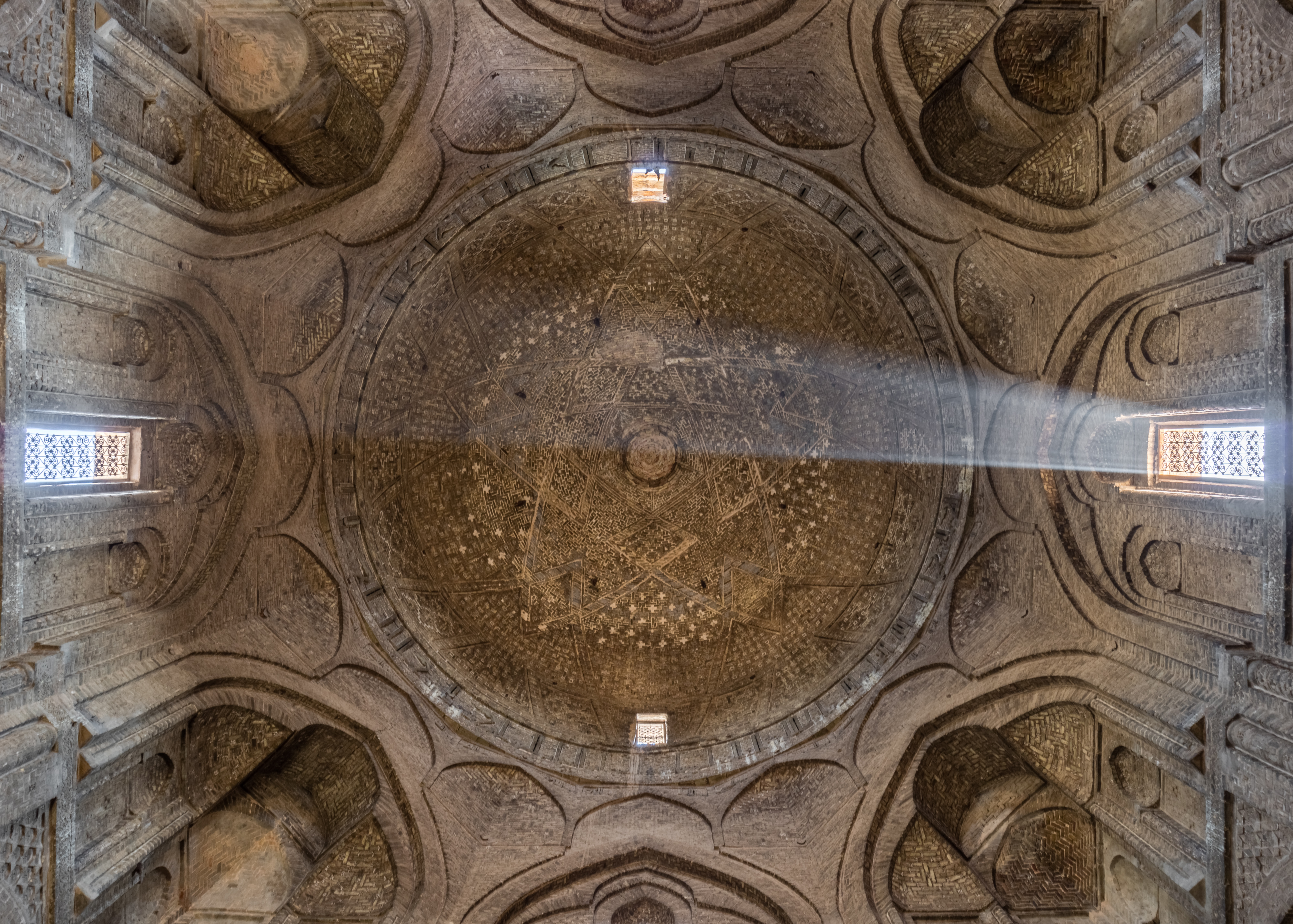
Cúpula del nord (interior)
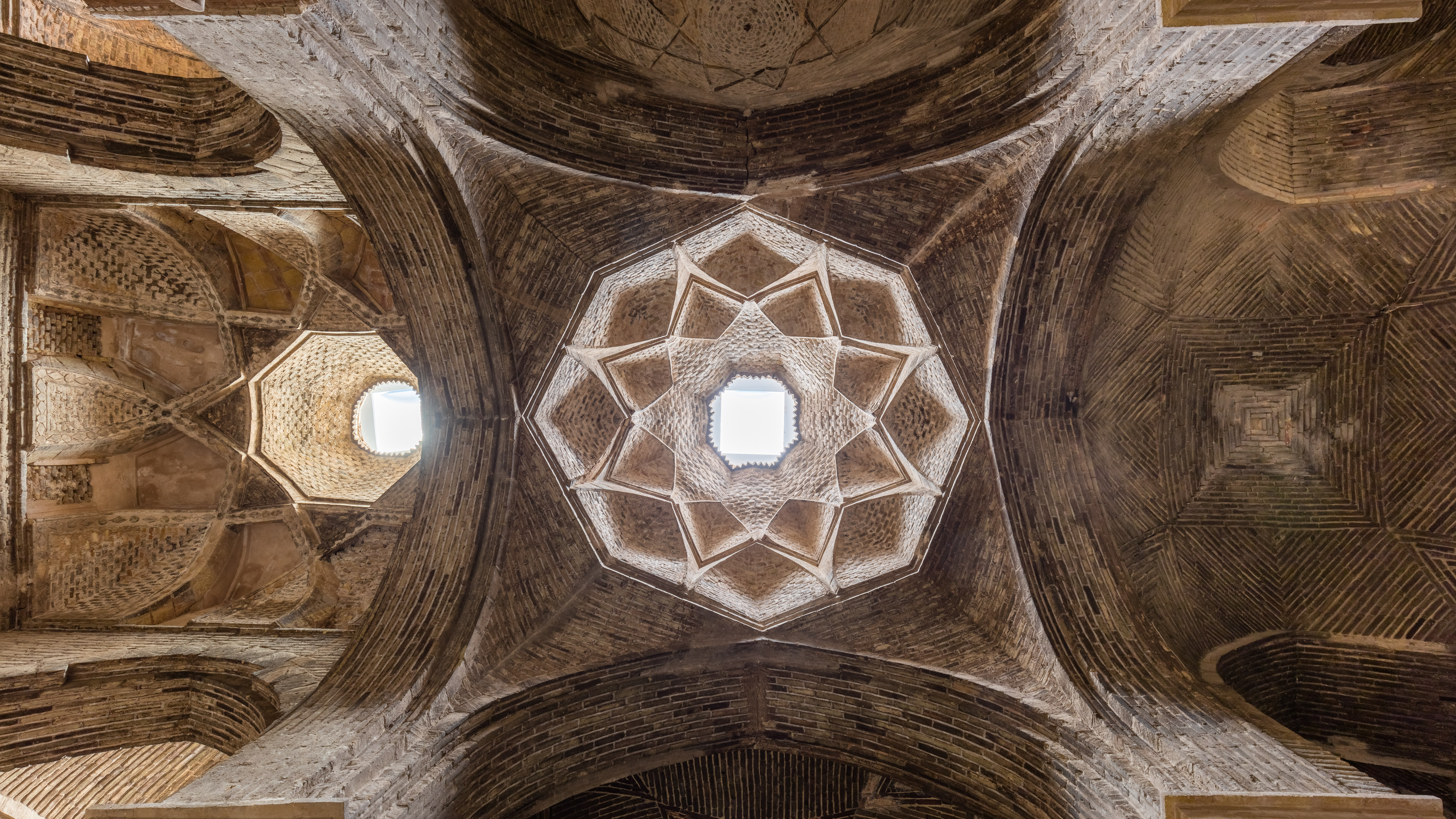
Interior de la mesquita